# Nesticella qiongensis
Espèce
Nesticella qiongensis est une espèce d'araignées aranéomorphes de la famille des Nesticidae.

## Distribution
Cette espèce est endémique de Hainan en Chine,. Elle se rencontre dans la réserve naturelle nationale du Diaoluoshan vers 1 010 m d'altitude.

## Description
Le mâle holotype mesure 1,88 mm et la femelle paratype 2,18 mm.

## Étymologie
Son nom d'espèce, composé de qiong et du suffixe latin -ensis, « qui vit dans, qui habite », lui a été donné en référence au lieu de sa découverte, Qiong ou Hainan.

## Publication originale
- Lin, Ballarin & Li, 2016 : A survey of the spider family Nesticidae (Arachnida, Araneae) in Asia and Madagascar, with the description of forty-three new species. ZooKeys, no 627, p. 1-168.